# Мерешень (Румунія)
Мерешень, Мерешені (рум. Mărășeni) — село у повіті Васлуй в Румунії. Входить до складу комуни Штефан-чел-Маре.
Село розташоване на відстані 279 км на північний схід від Бухареста, 8 км на північний захід від Васлуя, 51 км на південь від Ясс, 144 км на північ від Галаца.

## Населення
За даними перепису населення 2002 року у селі проживали 849 осіб, усі — румуни. Усі жителі села рідною мовою назвали румунську.